# Giuseppe la Varșovia
Giuseppe la Varșovia (în poloneză Giuseppe w Warszawie) este un film de comedie polonez din 1964, regizat de Stanisław Lenartowicz⁠(d). Filmul face referire la experiențele reale ale unui dezertor din Armata Italiană, care s-a ascuns, printre altele, în casa Congregației Surorilor Benedictine de Caritate⁠(d) din satul Henryków⁠(d) (acum cartier în districtul Białołęka⁠(d) al Varșoviei).

## Rezumat
Giuseppe Santucci, un tânăr militar italian, pleacă în permisie în patria sa de pe Frontul de Est al celui de-al Doilea Război Mondial. Trenul în care călătorea este atacat în Polonia de partizani, iar Giuseppe este nevoit să fugă în pădure pentru a se refugia. A doua zi se urcă într-un tren de călători, unde o întâlnește pe Maria, o membră a mișcării de partizani implicată în comerțul ilegal cu arme. Când trenul ajunge la Varșovia, constată că orașul se află într-o stare de confuzie, ca urmare a unei razii germane pe străzile sale. Soldatul italian observă că cineva îi furase pistolul-mitralieră Beretta⁠(d). Suspectând-o pe Maria, care a vrut mai devreme să-i cumpere arma, el îi cere să i-o dea înapoi. Neputând ajunge la o înțelegere, el se duce în cele din urmă la apartamentul ei. Acolo îl întâlnește pe fratele Mariei, artistul pictor Staszek, căruia nu îi plac activitățile conspirative ale surorii sale și nu vrea să se amestece în acțiunile periculoase.
Neputându-se prezenta neînarmat în cazarmă, Santucci declară că, până când Maria nu-i va da arma, se va ascunde în apartamentul locuit de ei. Trăind sub același acoperiș cu polonezii, Giuseppe află informații despre viața în Varșovia ocupată și despre activitățile mișcării de rezistență. Vrând să-i facă pe plac Mariei, italianul fură de mai multe ori armele unor militari germani. Uniforma lui îi permite lui, ca și lui Staszek să evite raziile germane.
După capitularea Italiei, germanii îl arestează pe Staszek, pe care-l întâlnesc îmbrăcat în uniforma militară italiană. Cu toate acestea, datorită faptului că s-a împrietenit cu gardianul german Muttermilch și a promisiunii că va face schimb de arme cu acesta pe străzile Varșoviei, Staszek reușește să evadeze, luând cu forța armele de la o duzină de militari germani și declanșând astfel un schimb de focuri între ocupanți. Fugind de nemții care îl urmăresc pe Staszek, cei doi frați polonezi și prietenul lor italian sunt nevoiți să fugă în pădure și să se alăture detașamentului de partizani. Acolo, Santucci își găsește în sfârșit pistolul-mitralieră și, împreună cu partizanii, luptă împotriva germanilor. Astfel, el poate să se întoarcă în cele din urmă în Italia și să se plimbe pe plaja din orașul natal.

## Distribuție
- Elżbieta Czyżewska — Maria
- Antonio Cifariello⁠(d) — Giuseppe Santucci
- Zbigniew Cybulski — Staszek, fratele Mariei
- Jarema Stępowski⁠(d) — Muttermilch, gardian german al închisorii Wehrmachtului
- Andrzej Gawroński⁠(d) — Janek, soldat din mișcarea de rezistență
- Zdzisław Maklakiewicz — falsa santinelă / negustorul din bazar
- Aleksander Fogiel⁠(d) — comis-voiajorul din tren
- Krystyna Borowicz⁠(d) — doamna din tren
- Jan Matyjaszkiewicz⁠(d) — Fritz, un soldat german beat
- Artur Młodnicki⁠(d) — artistul
- Aleksander Sewruk⁠(d) — Kischke, ofițerul german care-l interoghează pe Staszek
- Józef Pieracki⁠(d) — „Satyr” („Satirul”)
- Wojciech Siemion⁠(d) — Hans, un soldat german beat
- Jadwiga Skupnik⁠(d) — Zosia
- Zenon Burzyński — militar german / traducător (nemenționat)
- Halina Buyno-Łoza⁠(d) — femeie din tren (nemenționat)
- Bronisław Darski⁠(d) — militar german (nemenționat)
- Wiktor Grotowicz — comandantul garnizoanei (nemenționat)
- Henryk Hunko⁠(d) — pasager din tren (nemenționat)
- Roman Kłosowski⁠(d) — conductorul de tren (nemenționat)
- Jarosław Kuszewski⁠(d) — partizan (nemenționat)
- Zdzisław Kuźniar⁠(d) — reprezentant al mișcării de partizani care-i înmânează o decorație lui Giuseppe (nemenționat)
- Jan Łopuszniak⁠(d) — muzicant din tren (nemenționat)
- Mieczysław Łoza⁠(d) — pasager din tren (nemenționat)
- Kazimierz Meres⁠(d) — ofițer SS (nemenționat)
- Andrzej Mrozek⁠(d) — soldat din mișcarea de rezistență care lucrează împreună cu Janek (nemenționat)
- Ludomir Olszewski (nemenționat)
- Kazimierz Ostrowicz⁠(d) — jandarm (nemenționat)
- Adam Pawlikowski⁠(d) — conspiratorul care-l primește pe „Satyr” (nemenționat)
- Andrzej Polkowski⁠(d) — partizan (nemenționat)
- Ryszard Ronczewski⁠(d) — reprezentant al mișcării de partizani care-i înmânează o decorație lui Giuseppe (nemenționat)
- Tadeusz Schmidt⁠(d) — comandantul detașamentului de partizani (nemenționat)
- Mieczysław Stoor⁠(d) — soldatul Vogel (nemenționat)

## Producție
Filmările s-au desfășurat în mai multe locuri din Wrocław (gara Dworzec Główny, ul. Księcia Witolda, ul. Nowa⁠(d), scările către toaleta publică din Plac Solny⁠(d), Teatrul Polonez (Teatr Polski)⁠(d)) și Varșovia (ul. Mostowa⁠(d), ul. Solec⁠(d), Podul Poniatowski). În februarie 2021 coloana sonoră a filmului a fost lansată de GAD Records⁠(d).